# Rodan (gruppo musicale)
I Rodan sono stati un gruppo musicale post rock statunitense attivo nella prima metà degli anni novanta. Era composto da Jeff Mueller (chitarra/voce), Jason Noble (chitarra/voce), Tara Jane O'Neil (basso/voce) e Kevin Coultas (batteria). Il loro unico album Rusty è considerato tra i migliori album post rock. Il loro stile viene definito dal critico musicale Piero Scaruffi punk progressivo.

## Storia del gruppo
Si sono formati nel 1992 a Louisville nel Kentucky. Assestata la formazione nel 1993 ha pubblicato il demo autoprodotto Aviary dal quale vennero estratti due brani inseriti nell'EP d'esordio How the Winter Was Passed.
Bob "Rusty" Weston fece registrare di nuovo sei brani del demo e li fece pubblicare nel loro unico album in studio Rusty del 1994. Il gruppo suonò con il nome di Truckstop nel film roadmovie Half-cocked girato in città. Collaborarono con l'etichetta locale Simple Machines in alcune compilation. Vennero chiamati da John Peel per una sessione di registrazione.
Il gruppo però si sciolse nel 1995, Tara Jane O'Neil formò con Coultas The Sonora Pine, poi i Retsin e proseguì per la carriera solista, Mueller formò i June of 44; Coultas e Noble i Rachel's.

## Discografia

### Album
- Rusty (LP/CD, 1994)
- The Machines: Simple Machines 7"s (1990–1993) Simple Machines Records (1994)
- Fifteen Quiet Years (raccolta, 2013)

### EP
- Aviary (cassette demo, 1993)
- How the Winter Was Passed (3 Little Grils 1993)